# Кулмбах
Кулмбах (њем. Kulmbach) општина је у њемачкој савезној држави Баварска. Једно је од 22 општинска средишта округа Кулмбах. Према процјени из 2010. у општини је живјело 27.099 становника. Посједује регионалну шифру (AGS) 9477128.

## Географски и демографски подаци
Кулмбах се налази у савезној држави Баварска у округу Кулмбах. Општина се налази на надморској висини од 345 метара. Површина општине износи 92,8 km². У самом мјесту је, према процјени из 2010. године, живјело 27.099 становника. Просјечна густина становништва износи 292 становника/km².

## Међународна сарадња
| Мјесто    | Држава               | Врста сарадње | Од    |
| --------- | -------------------- | ------------- | ----- |
| Бурса     | Турска               | партнерство   | 1985. |
| Луго      | Италија              | партнерство   | 1974. |
| Ист Ершир | Уједињено Краљевство | партнерство   | 1974. |
| Руст      | Аустрија             | партнерство   | 1981. |
| Извор     |                      |               |       |